# Martin Schmid (Jesuit)

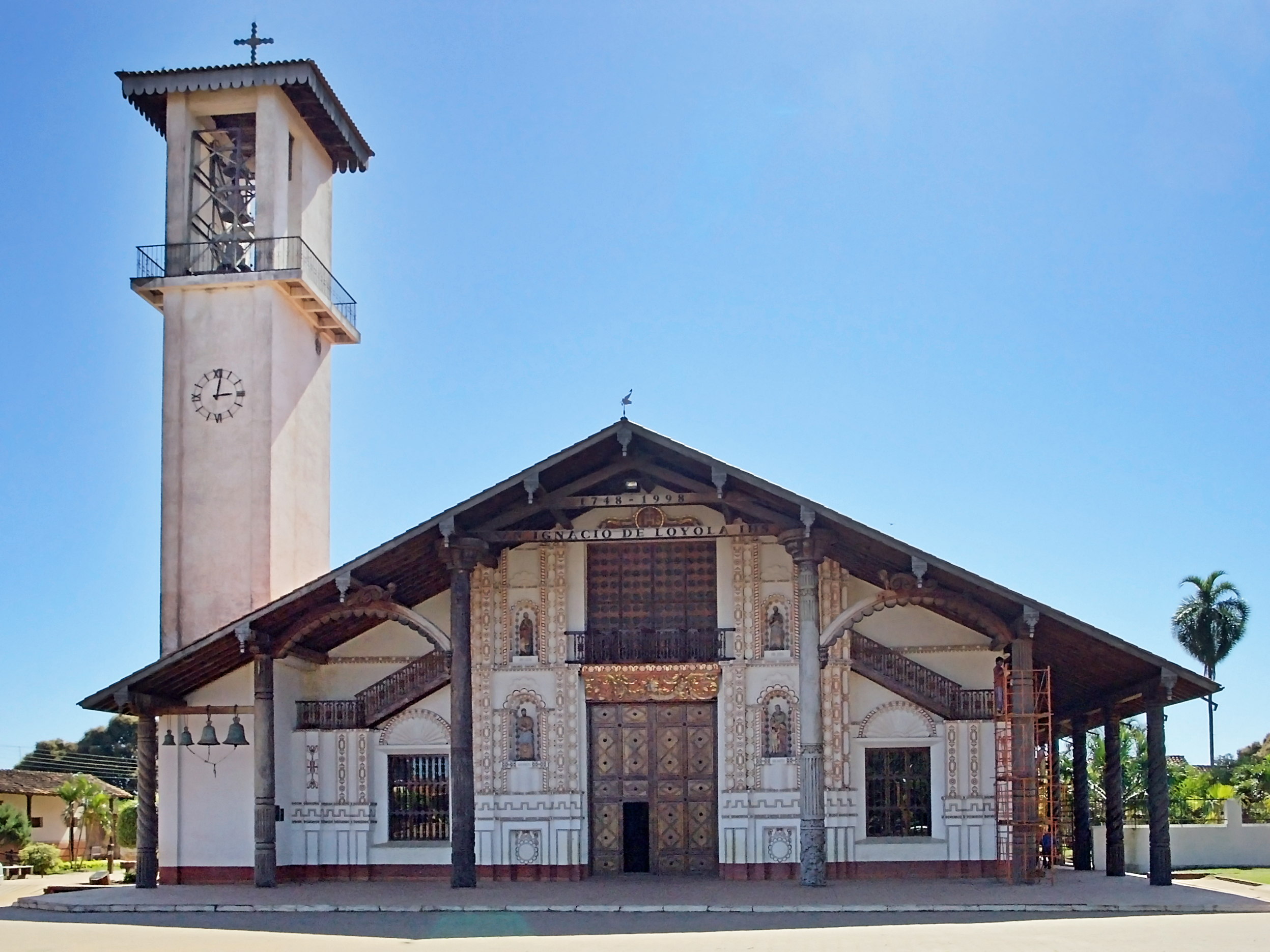
Kirche von San Ignacio de Velasco, Bolivien

Martin Schmid, auch Esmid (* 26. September 1694 in Baar ZG; † 10. März 1772 in Luzern) war ein Schweizer Jesuit, Missionar, Musiker und Baumeister mit Hauptwirkung in der Provinz Chiquitos im heutigen Bolivien.

## Leben

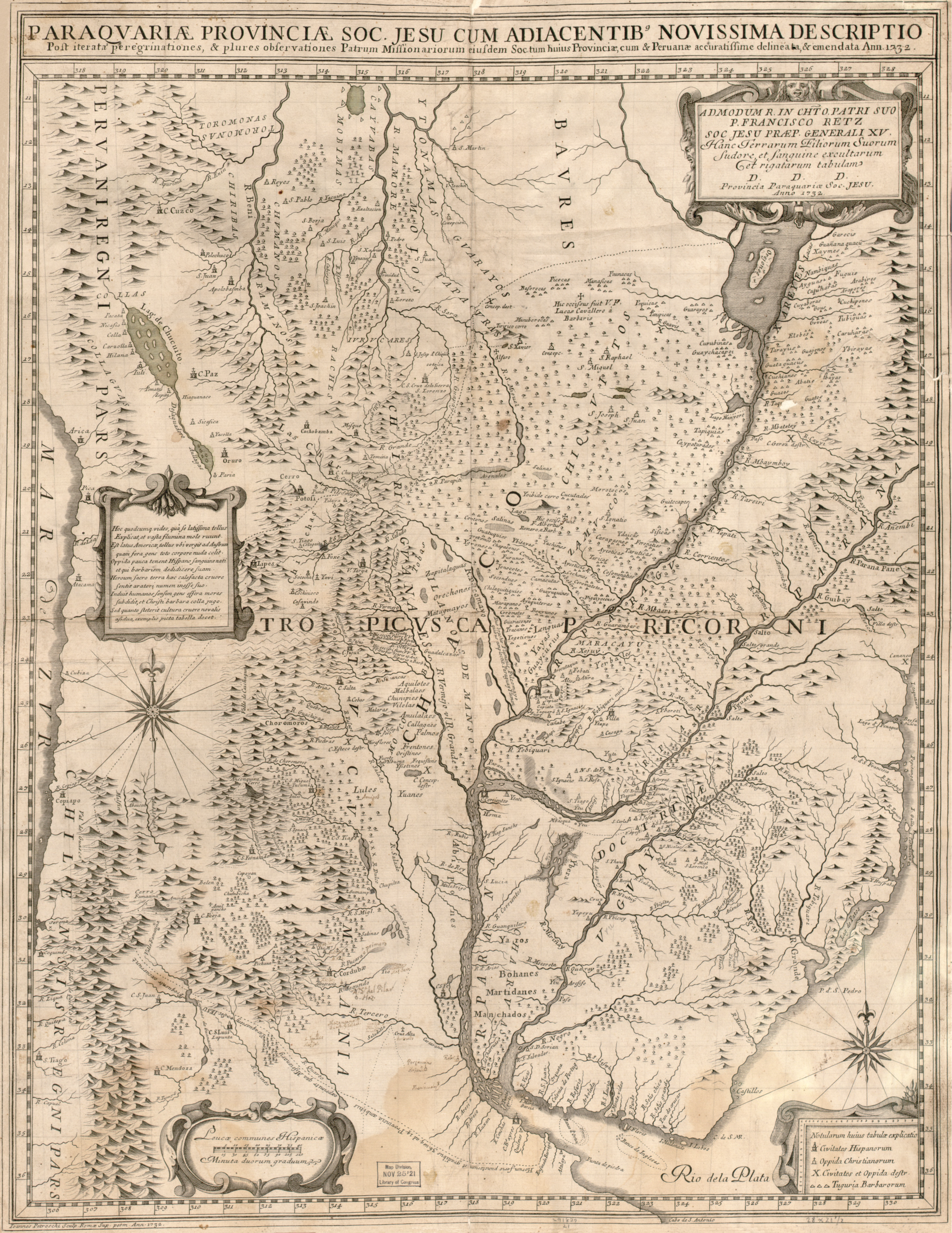
Landkarte der Ordensprovinz Paraguay (1732)

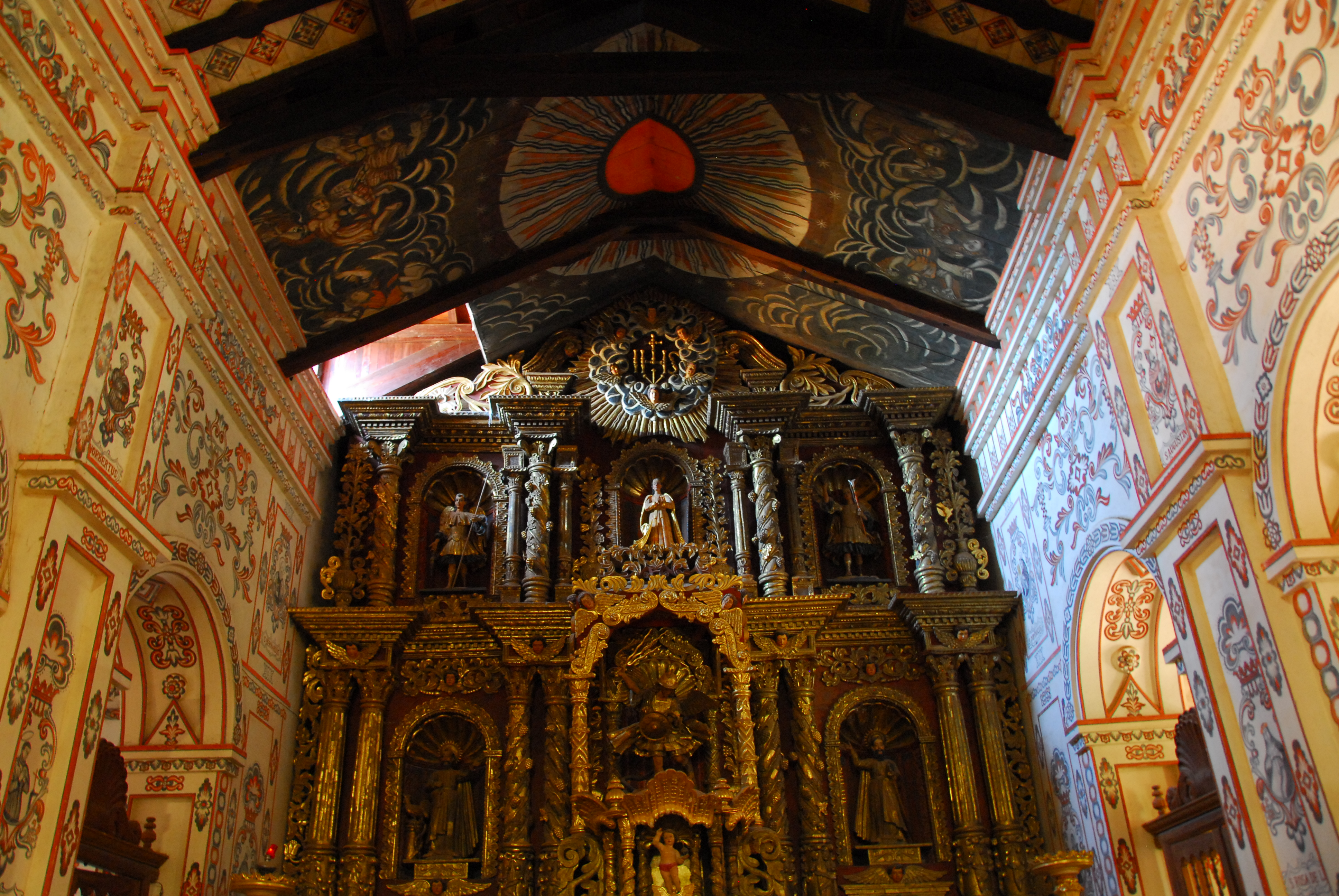
Altar in der Kirche von San Miguel, Bolivien

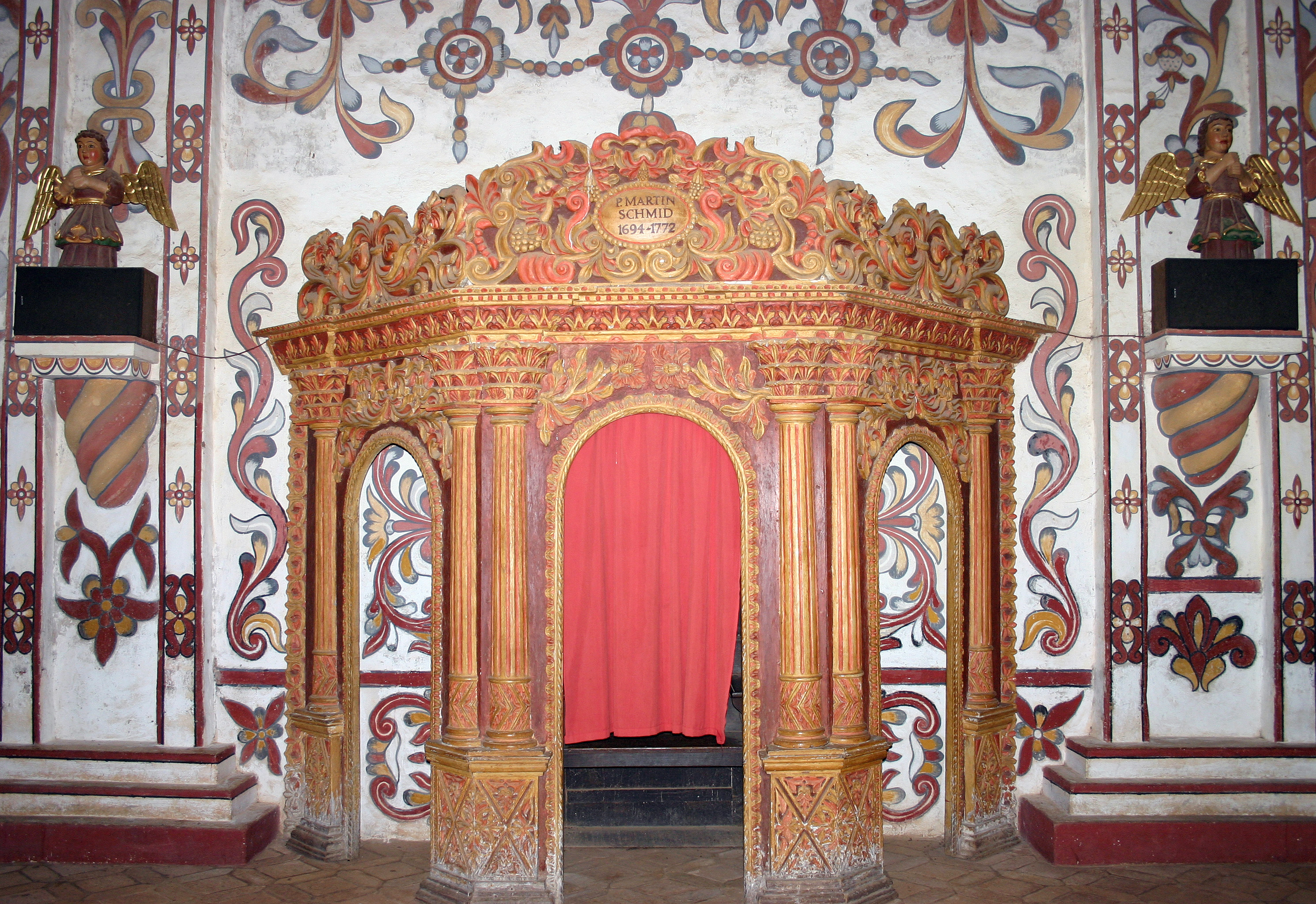
Beichtstuhl in der Kirche von San Miguel de Velasco, Bolivien in Erinnerung an Martin Schmid

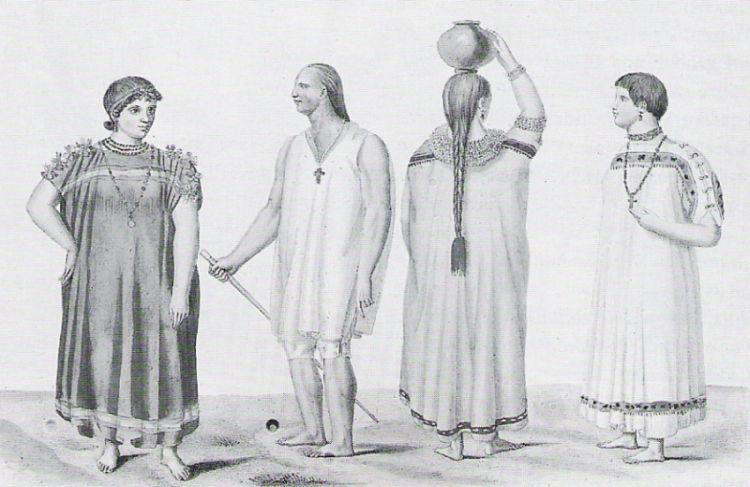
Christianisierte Chiquitos gezeichnet von Alcide d’Orbigny 1831

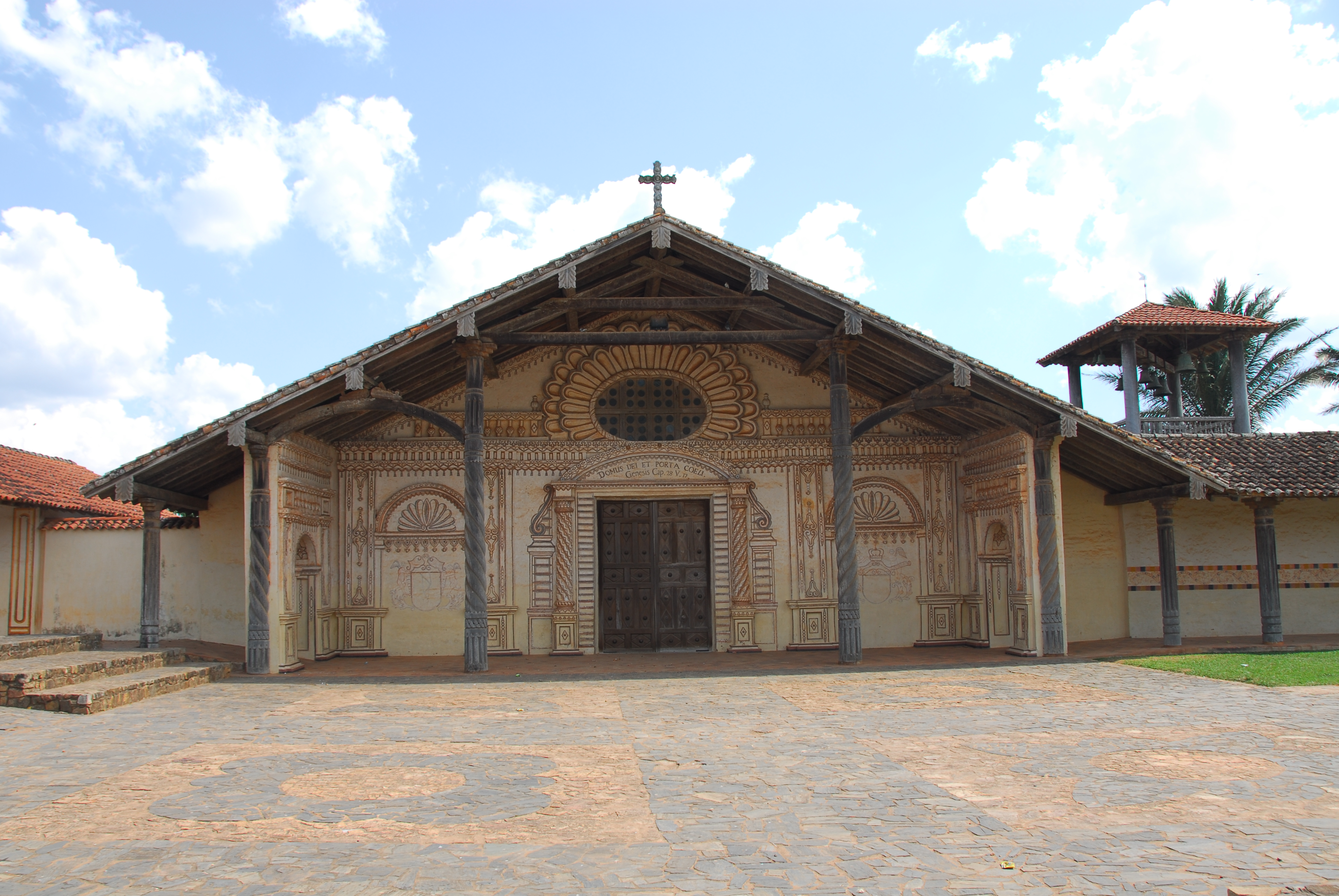
Frontseite der Kirche von San Javier, San Javier (Santa Cruz), Bolivien

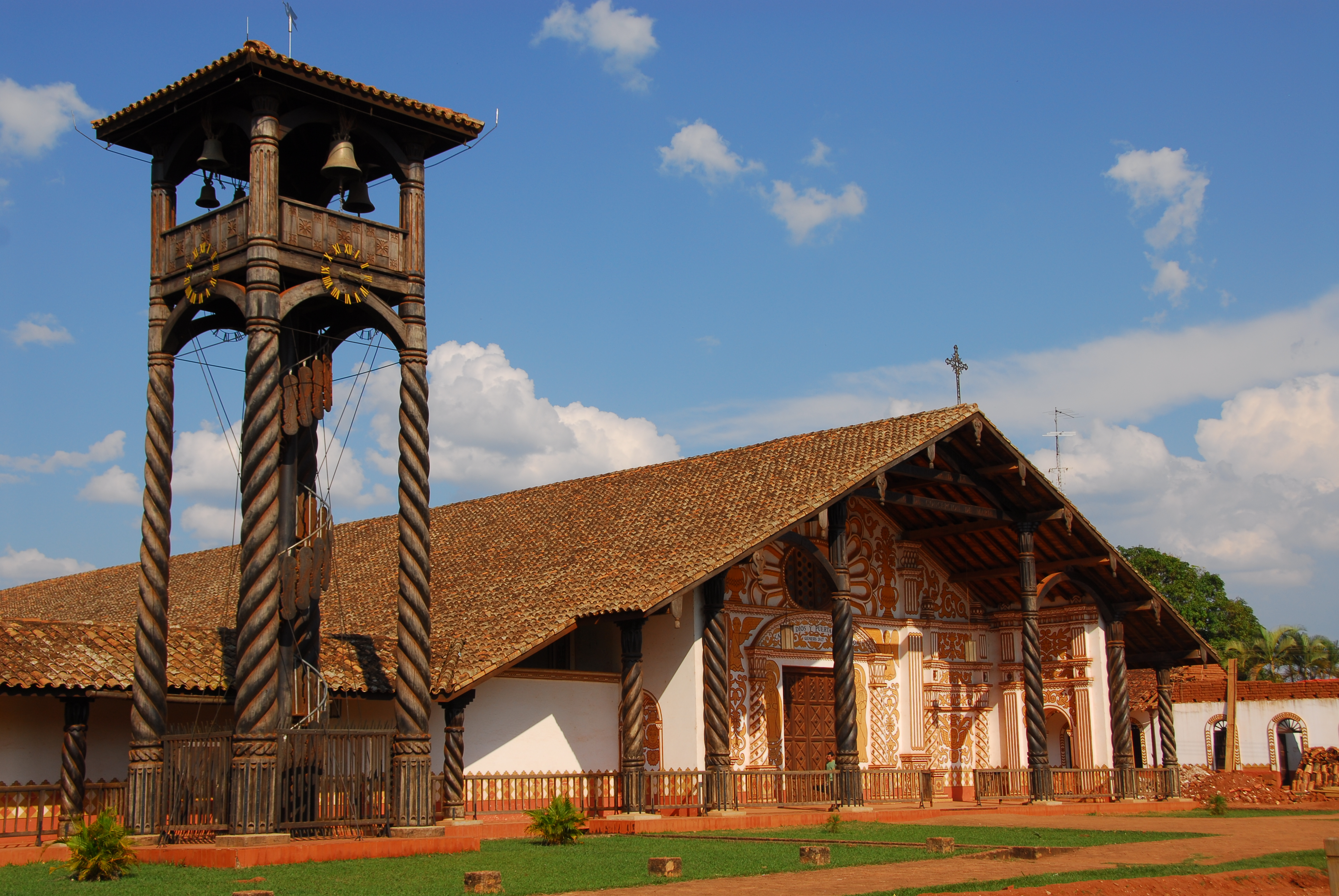
Kirche von Concepción (Santa Cruz), Bolivien

Martin Schmid wurde 1694 in Baar Kanton Zug in einer angesehenen Familie geboren. Die Gymnasialzeit verbrachte er am Jesuitenkolleg in Luzern, das er von 1710 bis 1716 besuchte. 1717 trat er in den Jesuitenorden ein. Das Noviziat absolvierte er in Landsberg am Lech, das anschliessende Theologiestudium in Hall in Tirol und ab 1722 in Ingolstadt. Nachdem er 1726 in Eichstätt zum Priester geweiht worden war, erhielt er die Erlaubnis, als Missionar nach Lateinamerika zu reisen. Die Reise verzögerte sich jedoch, da er wegen des Englisch-Spanischen Krieges gezwungen war in Sevilla einen längeren Aufenthalt einzulegen. Die Zeit nutzte er, um seine Spanischkenntnisse zu vertiefen. Zugleich half er mit, die Geschichte des Volksstammes der Chiquitos von Juan Patricio Fernandéz ins Deutsche zu übersetzen.
Ende 1728 begann die Reise nach Südamerika. Die Überfahrt über Teneriffa nach Buenos Aires dauerte mehr als drei Monate. Acht weitere Monate benötigten die Missionare, um im Landesinneren bis nach  Potosí/Bolivien zu gelangen. Hier wurde Schmid zusammen mit drei anderen Jesuiten ausgewählt, die Chiquitos zu missionieren. Er schreibt diese Auswahl seinen musikalischen Kenntnissen zu. Im August 1730 erreichte er endlich das Missionsgebiet der Chiquitos.

### Bei den Chiquitos
Die ersten zehn Jahre 1730–40 verbrachte Schmid in San Javier. Neben seiner Tätigkeit als Seelsorger begann er eine Musikschule aufzubauen. Er lehrte die indigene Bevölkerung, europäische Musikinstrumente nachzubauen. Daneben half er, verschiedene Werkstätten aufzubauen und führte mehrere Handwerke ein. So legte er die Grundlagen für die späteren Bautätigkeiten. 1744 sandte er einen ersten Brief aus der Jesuitenreduktion San Rafael in seine Heimat. In dieser errichtete Schmid die erste seiner sogenannten „Urwaldkirchen“. 1749 kehrte er nach San Javier zurück, um auch hier eine gleichartige Kirche zu bauen. 1752 nahm er den Bau der Kirche in Concepción, Bolivien in Angriff. Unter seiner Leitung wurden weitere bauliche Massnahmen in den anderen Missionsdörfern der Chiquitanía durchgeführt. So entstanden in San Miguel und San Ignacio de Velasco die holzgeschnitzten Barockaltäre. Wieweit er oder seine Mitarbeiter bei der Erstellung und Ausschmückung der anderen Kirchen der zehn Dörfer der Jesuitenmissionen der Chiquitos beteiligt war, ist nicht sicher belegt.

### Missionierungsmethoden
Als Schmid in die Missionsgebiete aufbrach, hatte er die Vorstellung, er werde in erster Linie Indios missionieren. Der Orden sah jedoch andere Einsätze für ihn vor. So hatte er vor allem die Aufgabe, die bereits christianisierten Indianer in ihrem Glauben zu stärken und ihre Sesshaftigkeit nachhaltig zu gestalten. Die Anbindung an den christlichen Glauben erfolgte durch Religionsunterricht und kirchliche Feiern. Die Jesuitenmissionare stellten fest, dass diese Anbindung umso besser gelang, wenn auf die Gestaltung der Feiern grosses Gewicht gelegt wurde. Aus diesem Grunde wurde die von den Einheimischen sehr geliebte Musik gefördert und die Ausschmückung der Kirchenräume auf imposante Weise verwirklicht. Kirchenbau und Musikunterricht wurden in den ersten Jahren zu den Hauptbetätigungsfeldern von Schmid. Daneben war er in seinen Einsatzgebieten ebenfalls für die Verbreitung der Handwerkskünste verantwortlich. Für den Kirchenbau bildete er Bauhandwerker aus, für den Musikunterricht lehrte er die Einheimischen, europäische Musikinstrumente zu bauen.
Als Schmid in späteren Jahren nach San Juan Bautista (Santa Cruz) versetzt wurde, konnte er sich an der direkten Missionierung beteiligen. In einem Brief an seinen Bruder beschrieb er wie das vor sich ging. Aus dem Dorf San Juan wurden an die dreihundert bereits christianisierten Indios in die Urwälder geschickt, um unabhängig lebende Indios aufzusuchen und sie zu überreden, in die Jesuitenreduktion mitzukommen. Schmid schreibt, dass die ausgesandten Dorfbewohner nach zwei Monaten tatsächlich mit über Hundert „ungetauften Seelen“ zurückgekommen seien. Diese wurden dann mit Musik und Gesang in die Kirche begleitet, wo Schmid als erstes alle mit einfachen Kleidern versah, um ihre Nacktheit zu verbergen. Danach wurde ihnen Essen aufgetragen und alle mit kleinen Geschenken versorgt (Glasperlen, Rosenkränze, Messer, Scheren u. a. m.). Am nächsten Tag seien alle Kinder feierlich getauft worden. Mit der Taufe der Erwachsenen sei noch zugewartet worden, da diese zuerst in der christlichen Lehre unterrichtet werden mussten.
«Die Obern haben mir befohlen, die Musik in diese Missionen einzuführen. Alle Dörfer haben jetzt ihre Orgel, viele Geigen und Bassgeigen aus Zedernholz, Clavicordia, Spinette, Harfen, Trompeten, Schalmeien. Diese Indianerknaben sind ausgemachte Musikanten; sie statten alle Tage in den heiligen Messen mit ihrem Singen und Musizieren dem Herrgott das schuldige Dankeslob ab. Ich darf behaupten, dass sie mit ihrer Musik in jeder Stadt und Kirche zu eurer großen Verwunderung erscheinen könnten.»
Aus einem Brief von Schmid im Jahr 1744.

### Rückkehr
Die letzten Jahre verbrachte Schmid in San Miguel und in San Ignacio de Velasco, wo er, unterstützt von seinem Mitbruder Johann Mesner (1703–68), mit der Herstellung und Vergoldung der Altäre beauftragt war. In San Ignacio erreichte sie 1767 die Ausweisungsorder des spanischen Königs. Der 73-jährige Schmid hoffte, dass er wegen seines Alters von der Vertreibung nicht betroffen sei. 1768 musste er trotzdem die beschwerliche Rückreise antreten. Mit Mauleseln überquerte er mit anderen Vertriebenen die Anden bis nach Arica/Chile, von wo aus er mit dem Schiff über Lima nach Panama gelangte. Über Cartagena (Kolumbien) und Havanna erreichte Schmid 1769 Cádiz/Spanien. Nach einer 15-monatigen Internierung in El Puerto de Santa María durfte Schmid Spanien verlassen. Mitte November 1770 traf er in Augsburg ein. Im Frühjahr 1771 kehrte Schmid in seine Heimat zurück. Noch gut ein Jahr verbrachte er im Jesuitenkolleg von Luzern. Er verstarb am 10. März 1772 und wurde in der Jesuitenkirche von Luzern beerdigt.

## Wirkung
Neben seiner Tätigkeit als Missionar hat Schmid einen wesentlichen Beitrag zur Inkulturation der Chiquitos-Indianer geleistet. Mit der Einführung der europäischen Musik und des Instrumentenbaues hat er ihre Musikkultur nachhaltig geprägt. Er dürfte wesentlich geholfen haben, Kenntnisse der Handwerkskunst und der Landwirtschaft zu vermitteln. Mit der Erstellung eines Wörterbuches hat er zur Verschriftlichung und Erhaltung der Chiquitano-Sprache beigetragen. Die nachhaltigste Wirkung erzielte Schmid jedoch mit seinen Kirchenbauten und deren Ausschmückung im Inneren. 1990 wurden diese Kirchen und die Kirchen seiner Schüler von der UNESCO in die Liste der Weltkulturgüter aufgenommen. Mit seinen Briefen hinterliess er uns ein wertvolles kulturhistorisches Erbe.

## Werke
- Rainald Fischer: Pater Martin Schmid SJ, 1694–1772. Seine Briefe und Wirken. Zug 1988.
- Wörterbuch der Chiquitano-Sprache, Bibliothek La Paz (Bolivien).
- Musikalische Kompositionen im Musikarchiv in Concepción (Bolivien).